# Santo Tomás Hueyotlipan (kommun)
Santo Tomás Hueyotlipan är en kommun i Mexiko.   Den ligger i delstaten Puebla, i den sydöstra delen av landet, 150 km öster om huvudstaden Mexico City.
Följande samhällen finns i Santo Tomás Hueyotlipan:
- Santo Tomás Hueyotlipan